# Fırıq
Fırıq (hay còn gọi là Firik) là một ngôi làng thuộc vùng Quba của Azerbaijan.  Ngôi làng tạo thành một phần của đô thị Afurca.